# Familjeliv
Familjeliv, egentligen familjeliv.se, är ett internetforum för vuxna som fokuserar på frågor om graviditet, barn och föräldraliv. 
Familjeliv besöks dagligen av mer än en miljon besökare (2016) och består av både redaktionellt material och ett diskussionsforum. Det redaktionella materialet utgörs av artiklar, normalt i samarbete med företag, och bloggar. Bloggarna skapas dels av medlemmarna, men också av profilerade bloggare som till exempel Ann Söderlund, Tilde Fröling och Thomas Järvheden.
Mest besökare, och mest uppmärksammat, är forumet som är ett öppet diskussionsforum fördelat på flera kategorier. Forumet avhandlar allt från sjukdomar till andlighet, hur tandkräm städas bort till tragedier i familjen och diskussioner om familjerätt och hur ofta lakan ska bytas. Besökarna är i huvudsak kvinnor, 2016 uppskattades att 14% av besökarna var män. Det har fått en stämpel av oseriositet men försvararna menar att det är ett av få forum som snabbt ger många svar på frågor av trivial karaktär som kan vara obekväma att ta upp i andra sammanhang och som ger stöd och råd vid personliga svårigheter.
Komikern Thomas Järvheden, som driver en blogg på Familjeliv, har skrivit boken "Hjälp vad ska jag göra med räkorna??" i vilken han har samlat och kommenterat de trådar som han själv tycker har stuckit ut mest eller varit mest minnesvärda.
En undersökning från 2021 visade att bland de svenska internetanvändarna hade sex procent besökt Familjeliv under det senaste året och en procent besökte forumet varje vecka. Högst var användandet bland de födda på 1980- och 1990-talet.

## Historik
När paret Charlotte och Patrik Högberg skulle gifta sig 1999 sökte de på nätet efter tips och råd, men de tyckte att de hittade väldigt lite på svenska. De startade då webbsidan Bröllopstorget, där  de samlade den fakta de tyckte saknades. Webbsidan blev mycket välbesökt och de fick många tips, förslag och kommentarer via e-mail. För att enklare kunna sprida dessa skapade de ett forum där läsarna själva kunde tipsa och kommentera direkt.
När paret födde barn 2001 noterade de att även småbarns- och familjesidorna på nätet var eftersatta på svenska och de startade webbsidan Barntorget som redan från början hade sociala nätverksfunktioner som forum och bloggar och mindre innehållsstyrt material. Den startade i juni 2003 och bytte senare namn till Familjeliv.
År 2006 köpte mediekoncernen Stampen företaget Familjeliv Media som ägdes av Charlotte och Patrik Högberg och som omfattade de båda webbplatserna Familjeliv och Bröllopstorget och när Stampen ansökte om rekonstruktion 2016 uteslöts dess bolag Modern Woman Media i vilket Familjeliv var flaggskeppet.. Hösten 2017 sålde Stampen Familjeliv.se till Peter Scheffer Group.